# Sân bay A Coruña
Sân bay A Coruña (IATA: LCG, ICAO: LECO), hay Sân bay La Coruña hay Sân bay Alvedro, là sân bay ở Galicia, thành phố A Coruña (trước đây gọi là La Coruña), tây bắc Tây Ban Nha. Năm 2007, sân bay này phục vụ 1.266.804 lượt khách.

## Các hãng hàng không và các tuyến điểm
- Iberia (Madrid)
  - Iberia do Air Nostrum đảm trách (Bilbao)
- TAP Portugal (Lisbon)